# 2008 en Ouganda
Cet article présente les faits marquants de l'année 2008 en Ouganda.

## Évènements
- Mardi 15 avril 2008 : l'incendie du dortoir d'une école de la banlieue de la capitale Kampala cause la mort de 19 écolières de 7 à 10 ans et de 2 adultes.
- Jeudi 27 novembre 2008 : selon le Haut commissariat de l'ONU pour les réfugiés, environ 13 000 Congolais se sont réfugiés au cours des deux derniers jours en Ouganda pour fuir les violences dans l'est de la République démocratique du Congo.
- Jeudi 18 décembre 2008 : le chef de la rébellion ougandaise de l'Armée de résistance du Seigneur (LRA), Joseph Kony, échappe de justesse à un raid aérien contre le camp principal de sa rébellion dans le nord-est de la République démocratique du Congo.